# Contea di Treutlen
La contea di Treutlen (in inglese Treutlen County) è una contea dello Stato della Georgia, negli Stati Uniti. La popolazione al censimento del 2000 era di 6 854 abitanti. Il capoluogo di contea è Soperton.